# Консульство Российской Федерации в Мариехамне
Ко́нсульство Росси́йской Федера́ции в Мариехамне (швед. Ryska federationens konsulat i Mariehamn, фин. Venäjän federaation konsulaatti Maarianhaminassa) — консульское учреждение Министерства иностранных дел России в Финляндской Республике, осуществляющее консульские функции на территории города Мариехамна и автономного региона Аландских островов.

## История
Консульство СССР было открыто в Мариехамне в октябре 1940 года на основании Московского мирного договора между СССР и Финляндией, но прерывало свою работу в период советско-финской войны 1941—1944 годов. Возобновление советского консульского представительства на Аландах последовало в октябре 1944 года.

### Консулы
| №                    | ФИО                           | Дата назначения         | Дата освобождения | Примечания |
| -------------------- | ----------------------------- | ----------------------- | ----------------- | ---------- |
| СССР                 |                               |                         |                   |            |
| 1                    | Орленко Андрей Иванович       | октябрь 1940            | июнь 1941         |            |
| 2                    | Пирогов Николай Александрович | октябрь 1944            | февраль 1948      |            |
| 3                    | Соколов Алексей Фёдорович     | май 1948                | август 1951       |            |
| 4                    | Мелешкин Александр Филиппович | октябрь 1951            | май 1954          |            |
| 5                    | Милко Алексей Михайлович      | май 1954                | октябрь 1955      |            |
| 6                    | Микрюков Михаил Николаевич    | декабрь 1955            | ноябрь 1959       |            |
| 7                    | Мартынов Василий Сергеевич    | ноябрь 1959             | апрель 1965       |            |
| 8                    | Евграфов Николай Михайлович   | апрель 1965             | июнь 1968         |            |
| 9                    | Поселянов Николай Фёдорович   | июнь 1968               | январь 1972       |            |
| 10                   | Чурилин Анатолий Хрисанфович  | январь 1972             | июнь 1976         |            |
| 11                   | Кудинов Александр Алексеевич  | июнь 1976               | октябрь 1980      |            |
| 12                   | Королёв Олег Григорьевич      | октябрь 1980            | сентябрь 1985     |            |
| 13                   | Сорокин Василий Николаевич    | сентябрь 1985           | август 1988       |            |
| 14                   | Агеев Лев Алексеевич          | август 1988             | октябрь 1992      |            |
| Российская Федерация |                               |                         |                   |            |
| 15                   | Болдырев Виктор Порфирьевич   | ноябрь 1992             | октябрь 1996      |            |
| 16                   | Караваев Владислав Давыдович  | октябрь 1996            | июнь 1998         |            |
| 17                   | Арутюнов Юрий Сергеевич       | июнь 2003               | сентябрь 2006     |            |
| 18                   | Яковлев Василий Алексеевич    | сентябрь 2006           | январь 2011       |            |
| 19                   | Демяненко Игорь Витальевич    | январь 2011             | июль 2015         |            |
| 20                   | Зубов Михаил Григорьевич      | 31 июля 2015            | 18 сентября 2020  | [ 2 ]      |
| 21                   | Рогов Александр Юрьевич       | с 19 сентября 2020 года |                   | [ 3 ]      |

### Реквизиты консульства
- Адрес: Norra Esplanadgatan 11, 22100, Mariehamn, Åland, Finland
- Прием граждан России по вопросам ЗАГС, нотариата, обмена паспортов и другим консульским вопросам по будням с 10:00 до 12:00.